# Liste der Kulturdenkmale in Niendorf a. d. St.
In der Liste der Kulturdenkmale in Niendorf a. d. St. sind alle Kulturdenkmale der schleswig-holsteinischen Gemeinde Niendorf an der Stecknitz (Kreis Herzogtum Lauenburg) aufgelistet (Stand: 10. März 2025).

## Legende
In den Spalten befinden sich folgende Informationen:
- Objekt-ID: die Nummer des Kulturdenkmales
- Lage: die Adresse des Kulturdenkmales und die geographischen Koordinaten. Kartenansicht, um Koordinaten zu setzen. In der Kartenansicht sind Kulturdenkmale ohne Koordinaten mit einem roten Marker dargestellt und können in der Karte gesetzt werden. Kulturdenkmale ohne Bild sind mit einem blauen Marker gekennzeichnet, Kulturdenkmale mit Bild mit einem grünen Marker.
- Offizielle Bezeichnung: Bezeichnung des Kulturdenkmales
- Beschreibung: die Beschreibung des Kulturdenkmales
- Bild: ein Bild des Kulturdenkmales

## Sachgesamtheiten
| Objekt-ID      | Lage                                     | Offizielle Bezeichnung | Beschreibung | Bild            |
| -------------- | ---------------------------------------- | ---------------------- | --- | --------------- |
| 40579 Wikidata | Dorfstraße (53° 35′ 7″ N, 10° 36′ 34″ O) | Kirche St. Anna        | Aktualisierung vorgesehen - Begründung: geschichtlich, künstlerisch, städtebaulich, Kulturlandschaft prägend - Schutzumfang: Kirche St. Anna mit Ausstattung, Kirchhof, Feldsteinböschungsmauern | Fotos hochladen |

## Bauliche Anlagen
| Objekt-ID      | Lage                                              | Offizielle Bezeichnung                | Beschreibung | Bild                             |
| -------------- | ------------------------------------------------- | ------------------------------------- | --- | -------------------------------- |
| 3486 Wikidata  | Dorfstraße (53° 35′ 8″ N, 10° 36′ 35″ O)          | Kirche St. Anna mit Ausstattung       | Alteintragung (Aktualisierung vorgesehen) - Begründung: geschichtlich, künstlerisch, städtebaulich - Schutzumfang: gesamtes Objekt - Denkmaltyp: Bauliche Anlage, Sachgesamtheit: Kirche St. Anna | weitere Fotos \| Fotos hochladen |
| 917 Wikidata   | Gut Niendorf (53° 35′ 7″ N, 10° 36′ 28″ O)        | Herrenhaus                            | Alteintragung (Aktualisierung vorgesehen) - Begründung: Alteintragung (Aktualisierung vorgesehen) - Schutzumfang: Alteintragung (Aktualisierung vorgesehen) - Denkmaltyp: Bauliche Anlage         | Fotos hochladen                  |
| 6934 Wikidata  | Gut Niendorf (53° 35′ 12″ N, 10° 36′ 20″ O)       | Gärtnerhaus                           | Alteintragung (Aktualisierung vorgesehen) - Begründung: Alteintragung (Aktualisierung vorgesehen) - Schutzumfang: Alteintragung (Aktualisierung vorgesehen) - Denkmaltyp: Bauliche Anlage         | BW                               |
| 8506 Wikidata  | Gut Niendorf (53° 35′ 8″ N, 10° 36′ 29″ O)        | Schafstall                            | Alteintragung (Aktualisierung vorgesehen) - Begründung: Alteintragung (Aktualisierung vorgesehen) - Schutzumfang: Alteintragung (Aktualisierung vorgesehen) - Denkmaltyp: Bauliche Anlage         | BW                               |
| 8883 Wikidata  | Gut Niendorf (53° 35′ 6″ N, 10° 36′ 35″ O)        | Trockenmauer mit Torpfeilern          | Alteintragung (Aktualisierung vorgesehen) - Begründung: Alteintragung (Aktualisierung vorgesehen) - Schutzumfang: Alteintragung (Aktualisierung vorgesehen) - Denkmaltyp: Bauliche Anlage         | BW                               |
| 8884 Wikidata  | Gut Niendorf (53° 35′ 6″ N, 10° 36′ 31″ O)        | Pflasterung (Zuwegung zum Herrenhaus) | Alteintragung (Aktualisierung vorgesehen) - Begründung: Alteintragung (Aktualisierung vorgesehen) - Schutzumfang: Alteintragung (Aktualisierung vorgesehen) - Denkmaltyp: Bauliche Anlage         | BW                               |
| 29672 Wikidata | Gut Niendorf (53° 35′ 9″ N, 10° 36′ 27″ O)        | Burggraben (nördlicher Arm)           | Alteintragung (Aktualisierung vorgesehen) - Begründung: Alteintragung (Aktualisierung vorgesehen) - Schutzumfang: Alteintragung (Aktualisierung vorgesehen) - Denkmaltyp: Bauliche Anlage         | BW                               |
| 9400 Wikidata  | Woltersdorfer Weg 2 (53° 35′ 1″ N, 10° 36′ 37″ O) | Pastorat                              | Alteintragung (Aktualisierung vorgesehen) - Begründung: Alteintragung (Aktualisierung vorgesehen) - Schutzumfang: Alteintragung (Aktualisierung vorgesehen) - Denkmaltyp: Bauliche Anlage         | Fotos hochladen                  |

## Gründenkmale
| Objekt-ID      | Lage                                       | Offizielle Bezeichnung | Beschreibung | Bild |
| -------------- | ------------------------------------------ | ---------------------- | --- | ---- |
| 20773 Wikidata | Dorfstraße (53° 35′ 8″ N, 10° 36′ 35″ O)   | Kirchhof               | Alteintragung (Aktualisierung vorgesehen) - Begründung: geschichtlich, Kulturlandschaft prägend - Schutzumfang: Kirchhof, Feldsteinböschungsmauern - Denkmaltyp: Gründenkmal, Sachgesamtheit: Kirche St. Anna                 | BW   |
| 8011 Wikidata  | Gut Niendorf (53° 35′ 8″ N, 10° 36′ 23″ O) | Landschaftsgarten      | Alteintragung (Aktualisierung vorgesehen) - Begründung: geschichtlich, künstlerisch, Kulturlandschaft prägend - Schutzumfang: Landschaftsgarten, Linden an der ehem. Kegelbahn, Spiegelteich, Teich - Denkmaltyp: Gründenkmal | BW   |

## Quelle
- Liste der Kulturdenkmale in Schleswig-Holstein – Herzogtum Lauenburg (PDF)

- Karte mit allen Koordinaten:
- OSM |
- WikiMap